# Brigades Matteotti
Les Brigades Matteotti (En italien : Brigate Matteotti) sont des formations de partisans actives pendant la Résistance italienne. Elles étaient liées au Parti socialiste italien d'unité prolétarienne (PSIUP).
Elles font partie des cinq groupes politiques de partisans qui ont participé à la lutte de libération nationale.

## Histoire
Le nom de « Brigade Matteotti » est issu du nom du martyr socialiste Giacomo Matteotti tué par les fascistes en 1924.
Les formations militaires, qui adhéraient au PSIUP, se déclaraient solidaires de ses idées.
Le 10 septembre 1943, dès la naissance du CLN, la direction nationale du PSIUP forme un centre militaire afin de mettre sur pied des plans et organiser des formations militaires afin de combattre les nazifascistes.
Sur proposition du secrétaire Pietro Nenni, la direction du PSIUP nomme Sandro Pertini responsable militaire, mais comme il était difficile de contrôler depuis Rome ce qui se déroulait au Nord de l'Italie, un second responsable est désigné, il s'agit de Giovambattista Stucchi résidant à Milan
Après la libération de Rome par les alliés en juin 1944, l'action du mouvement se concentre au Nord avec la constitution à Milan d'un nouveau groupe dirigeant politico-militaire pour la Haute Italie. Pertini est nommé secrétaire, Stucchi représentant du PSIUP et des Brigades Matteotti au CVL et Corrado Bonfantini commandant général des Brigades Matteotti.
Un commandement est institué dans chaque région, dépendant du commandement provincial.
Le 1er janvier 1944 sort le premier numéro du journal officiel national « Il Partigiano ».
Le mouvement armé compta jusqu'à environ 20 000 hommes et son action toucha diverses régions : Piémont, Val d'Aoste, Lombardie, Vénétie, Émilie-Romagne et Toscane.